# Vanda Pignato
Vanda Guiomar Pignato (sinh ngày 16 tháng 2 năm 1963) là một luật sư người Salvador gốc Brazil, nhà hoạt động nhân quyền, chính trị gia, nhà hoạt động vì quyền phụ nữ và cựu Đệ nhất phu nhân El Salvador từ năm 2009 đến 2014. Pignato trở thành Đệ nhất phu nhân El Salvador vào ngày 1 tháng 6, Năm 2009, cùng ngày mà chồng bà, Tổng thống Mauricio Funes bổ nhiệm bà làm Thư ký Hòa nhập Xã hội của đất nước từ năm 2009 đến 2014. Cuộc hẹn này đã khiến Pignato trở thành Đệ nhất phu nhân đầu tiên trong lịch sử El Salvador giữ vị trí chính trị. Người kế nhiệm của Funes, Tổng thống Salvador Sánchez Cerén, tái bổ nhiệm Pignato làm Thư ký Hòa nhập Xã hội khi ông nhậm chức vào tháng 6 năm 2014.
Vào năm 2011, Pignato đã thành lập công ty Ciudad Mujer (Thành phố phụ nữ), để hỗ trợ nạn nhân của bạo lực đối với phụ nữ, cũng như cung cấp quyền truy cập vào các dịch vụ chăm sóc sức khỏe của phụ nữ, tư vấn tài chính và đào tạo nghề nghiệp. 15 cơ quan chính phủ El Salvador trong một location.These bao gồm đào tạo nghề và các khoản vay tài chính để cung cấp một cơ hội cho sự độc lập kinh tế.Ciudad Mujer cũng cung cấp dịch vụ chăm sóc sức khỏe, bao gồm pháp y phòng thí nghiệm và trợ giúp pháp lý cho các nạn nhân của tấn công tình dục, các dịch vụ sinh sản, trẻ sơ sinh chăm sóc và ung thư vú phòng ngừa. Ước tính có khoảng 603.000 phụ nữ đã sử dụng công ty Ciudad Mujer, tính đến tháng 11 năm 2014.
Sáng kiến của công ty quảng cáo công nghệ quảng cáo quốc tế của Pignato đã nhận được sự ủng hộ và công nhận quốc tế, bao gồm cả từ Ngân hàng Phát triển liên Mỹ và Liên hợp quốc. Vào tháng 1 năm 2015, chính phủ Brazil công bố kế hoạch ra mắt "Phụ nữ của House" dự án riêng của mình, theo mô hình chương trình Ciudad Mujer Pignato tại El Salvador.The đầu tiên "của phụ nữ House" tại quê hương Brazil Pignato được dự kiến sẽ Campo Grande, Mato Grosso do Sul. Guatemala, Colombia và México cũng bày tỏ sự quan tâm đến việc triển khai các chương trình của Pignato.

## Tiểu sử
Pignato được sinh ra ở São Paulo, Brazil. Bà trở thành một nhà hoạt động trong Đảng công nhân (PT) và làm cố vấn cho Luiz Inácio Lula da Silva, người sau này sẽ giữ chức Tổng thống Brazil từ năm 2003 đến năm 2011. Bà vẫn thân với cả Lula da Silva và người kế nhiệm ông, Tổng thống Dilma Rousseff.
bà bắt đầu ghi lại các vi phạm nhân quyền ở El Salvador trong cuộc Nội chiến ở Salvador, được kết thúc bởi Hiệp định Hòa bình Chapultepec. Pignato chuyển từ Brazil đến El Salvador vào năm 1992, nơi bà đại diện cho Đảng công nhân ở Trung Mỹ. bà cũng trở thành Giám đốc Trung tâm Nghiên cứu Brazil tại Đại sứ quán Brazil ở San Salvador năm 1992. Sau đó, bà kết hôn với Mauricio Funes, một nhà báo người Salvador và chính trị gia FMLN, người mà bà có một con trai, Gabriel.

## Đệ nhất phu nhân và thư ký hòa nhập xã hội
Pignato đã thúc đẩy quyền của phụ nữ và bình đẳng giới trong các nhiệm kỳ của mình với tư cách là Đệ nhất phu nhân và Thư ký hòa nhập xã hội. Bộ hòa nhập xã hội của Pignato giám sát các vấn đề liên quan đến quyền con người và các vấn đề gia đình ở El Salvador. Pignato lần đầu tiên được bổ nhiệm làm Thư ký vào ngày 1 tháng 6 năm 2009, bởi chồng của bà, Tổng thống Mauricio Funes. bà được tái bổ nhiệm vào vị trí vào năm 2014 bởi Tổng thống Salvador Sánchez Cerén, người đã đề nghị bà ở lại với tư cách là Bộ trưởng Hòa nhập Xã hội.
Pignato đã thừa nhận những thách thức mà phụ nữ Salvador phải đối mặt, những người có tỷ lệ bỏ học cao hơn và tỷ lệ biết chữ thấp hơn nam giới. Họ có xu hướng phụ thuộc về kinh tế vào các đối tác nam hoặc thành viên gia đình, khiến việc rời bỏ một mối quan hệ lạm dụng trở nên khó khăn hơn. Năm 2012, Tổng thống Mauricio Funes đã có bài phát biểu kêu gọi "Bạo lực đối với phụ nữ là bạo lực đối với xã hội", đây là một trong những lần đầu tiên các vấn đề của phụ nữ và bạo lực trên cơ sở giới đã đi đầu trong cuộc tranh luận chính trị ở El Salvador. Trong một cuộc phỏng vấn năm 2014 với Thomson Reuters Foundation, Vignato đã ca ngợi những nỗ lực của người chồng đang bị ghẻ lạnh của bà và bài phát biểu năm 2012 của anh, lưu ý rằng "Trước đó, phụ nữ không nói về chính sách của chính phủ. bây giờ có thể nhìn thấy, ở một nơi chỉ dành cho họ. Khi phụ nữ đến đây, họ nhận được một cái ôm từ một nữ quan chức không phán xét hoặc phớt lờ họ. " 
Sáng kiến đặc trưng của bà ấy đã được đặt ra ở thành phố Ciudad, được thành lập vào năm 2011. Năm trung tâm đã được mở cho các khu vực thu nhập thấp trên khắp El Salvador. bà đã vượt qua sự phản đối chống lại kế hoạch từ một số thành phần của xã hội Salvador, bao gồm các chính trị gia, các nhóm Kitô giáo truyền giáo, và Giáo hội công giáo La Mã, để ra mắt công ty Ciudad Mujer. y tế, đã cung cấp các dịch vụ chăm sóc sức khỏe, pháp lý và chăm sóc sức khỏe cho 603.000 phụ nữ vào tháng 11 năm 2014, đã giành được sự khen ngợi ở cả El Salvador và quốc tế. Brazil đã công bố kế hoạch mở ra sáng kiến riêng của mình, trong khi Guatemala, Colombia và Mexico cũng bày tỏ sự quan tâm đến việc áp dụng sáng kiến của Pignato.
Pignato đồng thời là Viện phát triển phụ nữ Salvador. Ngoài ra, bà được bổ nhiệm làm Hội đồng Thanh niên Quốc gia đầu tiên của Salvador.
Vào tháng 10 năm 2011, mười ngày mưa lớn đã dẫn đến lũ lụt nghiêm trọng, ảnh hưởng đến 70% El Salvador và làm hư hỏng khoảng 80% đường giao thông của đất nước. Lũ lụt, ảnh hưởng đến 300.000 cư dân, đã giết chết 105 người và phá hủy 250.000 đất nông nghiệp và hoa màu. Sau đó, Tổng thống Mauricio Funes ước tính rằng thiệt hại tổng cộng là $ 840 triệu, bằng 4% tổng sản phẩm quốc nội (GDP) của El Salvador. Pignato, với tư cách là cả Bộ trưởng Hòa nhập xã hội và Đệ nhất phu nhân, đã tới Washington DC vào tháng 11 năm 2011 để vận động viện trợ nhân đạo từ Quốc hội Hoa Kỳ và Bộ Ngoại giao Hoa Kỳ. Bà cũng đã gặp Tổng thư ký Liên Hợp Quốc Ban Ki-moon, cựu Tổng thống Hoa Kỳ Bill Clinton, cộng đồng người Mỹ gốc Salvador và đại diện cho khu vực doanh nghiệp.
Liên minh các tổ chức dân tộc quốc gia (NECO) đã trao cho Pignato Huân chương danh dự của đảo Ellis vào tháng 5 năm 2012, với lý do hợp tác của bà với cộng đồng người Mỹ gốc Salvador và các sáng kiến của bà để hỗ trợ quyền phụ nữ.
Vào tháng 10 năm 2014, Mauricio Funes đã công khai xác nhận rằng anh và Pignato đã ly thân.
Vào tháng 7 năm 2015, Bộ trưởng Vanda Pignato tuyên bố rằng bà đã được chẩn đoán mắc bệnh ung thư. Bà đã nghỉ phép tạm thời từ Bộ Hòa nhập Xã hội để trải qua điều trị căn bệnh này.
Vào ngày 12 tháng 5 năm 2017, ông Joao Santana, một nhà tư vấn tiếp thị người Brazil đã tiết lộ về lời thề với số tiền áp dụng cho chiến dịch tranh cử tổng thống đầu tiên của ông Mauricio Funes được tài trợ bởi công ty Brazil Odebrarou bằng tiền bẩn, lệnh cho Odebrarou đưa tiền cho chiến dịch của ông Funes ủy ban đến từ cựu Tổng thống Brazil, Luiz Inacio Lula da Silva.
Lệnh đã được ban hành cho vụ bắt giữ Vanda Pignato. Điều này đã được quyết định vào chiều thứ Hai ngày 12 tháng 6 năm 2018 bởi Tòa án Hòa bình thứ năm của San Salvador.
Pignato là một phần của vụ kiện chống lại cựu Tổng thống Mauricio Funes vì các tội tham ô, và rửa tiền và tài sản.
Ông Jorge Cortez, người đứng đầu Đơn vị Tài chính của Tổng chưởng lý Cộng hòa (FGR), giải thích rằng họ đã yêu cầu Pignato chỉ trả một trái phiếu để được xử lý tự do như một sự cân nhắc cho tình trạng sức khỏe của bà. Tuy nhiên, thẩm phán đã quyết định ban hành lệnh bắt giữ vì bà tin rằng bà Pignato có nguy cơ bay.